# Saratchandra Chattopadhayay
Pour les articles homonymes, voir Chattopadhyay.
Saratchandra Chattopadhayay, en bengali শরৎচন্দ্র চট্টোপাধ্যায়, anglicisé en Saratchandra Chatterjee, parfois écrit Sharat Chandra Chatterji, parfois Sharat Chandra Chattopadhyay, né le 15 septembre 1876 dans le village de Dvanandpure au Bengale et mort le 16 janvier 1938 à Calcutta, est un écrivain indien d'expression bengalî. 
Il ne doit pas être confondu avec Bankim Chandra Chattopadhyay (Bankim Chandra Chatterji, 1838-1894), l’auteur du Monastère de la félicité.
Saratchandra Chattopadhayay vit toute sa jeunesse dans la pauvreté, erre dans le pays en compagnie de vagabonds. Il devient célèbre en 1907 avec la publication de Baradidi.
Merveilleux conteur, il sait décrire les milieux les plus divers, qu'il a explorés dans sa jeunesse aventureuse. Sa sympathie va surtout aux femmes, aux faibles et aux marginaux.
Son œuvre, à l'image de celle du cinéaste Satyajit Ray un peu plus tard, traite des contradictions et des tensions de la société bengalie, entre tradition et désir de modernité.
Un de ses romans les plus connus est Devdas, qui fera l'objet de nombreuses adaptations cinématographiques dans les différentes langues en Inde.

## Œuvres
- Bindur Chhele (1913)
- Ramer Shumoti (1914)
- Baradidi (1907)
- Arakhsanya (1916)
- Devdas (1917, écrit en 1901)
- Porinita (1914)
- Biraj Bou (1914)
- Palli Shomaj (1916)
- Choritrohin (1917)
- Srikanto (4 parties, 1917, 1918, 1927, 1933)
- Datta (1917-19)
- Grihodaho (1919)
- Dena Paona (1923)
- Pother Dabi (1926)
- Ses Prasna (1931)